# One Love (album Glay)
One Love – siódmy album japońskiego zespołu Glay wydany 28 listopada 2001 roku przez Pony Canyon, Unlimited records.

## Lista utworów
1. "All Standard Is You" (Arranged by Glay, Masahide Sakuma, and DJ Honda) – 3:21
2. "Wet Dream" - 4:14
3. "Shitto (Kurid/Phantom Mix) (jap. 嫉妬 (KURID/PHANTOM mix))" - 3:36
4. "Highway No.5" - 3:11
5. "Fighting Spirit" - 5:07
6. "Hitohira no Jiyuu (Johnny the Peace Mix) (jap. ひとひらの自由 (Johnny the peace mix))" - 6:49
7. "Think About My Daughter" - 4:05
8. "Viva Viva Viva" - 4:28
9. "Prize" - 3:08
10. "Mermaid" - 4:10
11. "Mister Popcorn" - 3:14
12. "Denki Iruka kimyou na Shikou (jap. 電気イルカ奇妙ナ嗜好)" - 2:34
13. "Stay Tuned" - 3:35
14. "Kimi ga Mitsumeta Umi (jap. 君が見つめた海)" - 4:07
15. "Muyuubyou (jap. 夢遊病)" - 3:38
16. "Christmas Ring" - 6:01
17. "Global Communication" (Arranged by Glay only) – 4:13
18. "One Love -All Standard Is You Reprise-" (Arranged by Hisashi only) – 2:58